# Porsche Carrera Cup Allemagne
Pour les articles homonymes, voir Carrera.
La Porsche Carrera Cup Allemagne (Porsche Carrera Cup Deutschland en allemand) est un championnat monotype de course automobile, il s'agit de la déclinaison allemande de la Porsche Carrera Cup. Cette compétition est la première créée par la société Porsche et dès 1987 un championnat similaire a été organisé en France avec la Porsche Carrera Cup France.

## Palmarès
| Saison | Nom de la compétition           | Champion (équipe)                                      | Équipe championne               |
| ------ | ------------------------------- | ------------------------------------------------------ | ------------------------------- |
| 1986   | Porsche 944 Turbo Cup (de)      | Joachim Winkelhock (Winkelhock Motorsport)             | Titre non attribué              |
| 1987   | Porsche 944 Turbo Cup           | Roland Asch (Max Moritz Racing Team)                   | Titre non attribué              |
| 1988   | Porsche 944 Turbo Cup           | Roland Asch (Strähle Autosport)                        | Titre non attribué              |
| 1989   | Porsche 944 Turbo Cup           | Roland Asch (Strähle Autosport)                        | Titre non attribué              |
| 1990   | Porsche Carrera Cup Deutschland | Olaf Manthey (Team Derkum)                             | Titre non attribué              |
| 1991   | Porsche Carrera Cup Deutschland | Roland Asch (Strähle Autosport)                        | Titre non attribué              |
| 1992   | Porsche Carrera Cup Deutschland | Uwe Alzen (Porsche Zentrum Koblenz)                    | Titre non attribué              |
| 1993   | Porsche Carrera Cup Deutschland | Wolfgang Land (Roock Racing)                           | Titre non attribué              |
| 1994   | Porsche Carrera Cup Deutschland | Bernd Mayländer (Porsche Zentrum Koblenz)              | Titre non attribué              |
| 1995   | Porsche Carrera Cup Deutschland | Harald Grohs (Oberbaiern Motorsport)                   | Titre non attribué              |
| 1996   | Porsche Carrera Cup Deutschland | Ralf Kelleners (Porsche Zentrum Koblenz)               | Titre non attribué              |
| 1997   | Porsche Carrera Cup Deutschland | Wolfgang Land (Porsche Zentrum Freiburg/Eichin Racing) | Farnbacher Motorsport           |
| 1998   | Porsche Carrera Cup Deutschland | Dirk Müller (UPS Porsche Junior Team)                  | Tolimit Motorsport              |
| 1999   | Porsche Carrera Cup Deutschland | Lucas Luhr (UPS Porsche Junior Team)                   | Tolimit Motorsport              |
| 2000   | Porsche Carrera Cup Deutschland | Jörg Bergmeister (Farnbacher Racing PZK)               | Farnbacher Racing PZK           |
| 2001   | Porsche Carrera Cup Deutschland | Timo Bernhard (UPS Porsche Junior Team)                | Team HP-PZ Koblenz              |
| 2002   | Porsche Carrera Cup Deutschland | Marc Lieb (UPS Porsche Junior Team)                    | Team HP-Phoenix-PZ Koblenz      |
| 2003   | Porsche Carrera Cup Deutschland | Frank Stippler (PZM Team Farnbacher)                   | EMC ARAXA Racing                |
| 2004   | Porsche Carrera Cup Deutschland | Mike Rockenfeller (UPS Porsche Junior Team)            | EMC ARAXA Racing                |
| 2005   | Porsche Carrera Cup Deutschland | Christian Menzel (Tolimit Motorsport)                  | Tolimit Motorsport              |
| 2006   | Porsche Carrera Cup Deutschland | Dirk Werner (Farnbacher Racing )                       | HP Team Herberth                |
| 2007   | Porsche Carrera Cup Deutschland | Uwe Alzen (Herberth Motorsport)                        | Tolimit Motorsport              |
| 2008   | Porsche Carrera Cup Deutschland | René Rast (MRS Team)                                   | UPS Porsche Junior Team         |
| 2009   | Porsche Carrera Cup Deutschland | Thomas Jäger (MS Racing)                               | MS Racing                       |
| 2010   | Porsche Carrera Cup Deutschland | Nicolas Armindo (Hermes Attempto Racing)               | Hermes Attempto Racing          |
| 2011   | Porsche Carrera Cup Deutschland | Nick Tandy (Konrad Motorsport)                         | Team Deutsche Post by Tolimit   |
| 2012   | Porsche Carrera Cup Deutschland | René Rast (Team Deutsche Post by Tolimit)              | Team Deutsche Post by Tolimit   |
| 2013   | Porsche Carrera Cup Deutschland | Kévin Estre (Attempto Racing)                          | Attempto Racing                 |
| 2014   | Porsche Carrera Cup Deutschland | Philipp Eng (Team Deutsche Post by Project 1)          | Walter Lechner Racing           |
| 2015   | Porsche Carrera Cup Deutschland | Philipp Eng (Team Deutsche Post by Project 1)          | Team Deutsche Post by Project 1 |
| 2016   | Porsche Carrera Cup Deutschland | Sven Müller (Konrad Motorsport)                        | Konrad Motorsport               |